# Sankt Andreas Sogn (Randers)
 For alternative betydninger, se Sankt Andreas Sogn. (Se også artikler, som begynder med Sankt Andreas Sogn)
Sankt Andreas Sogn er et sogn i Randers Nordre Provsti (Århus Stift). Sognet ligger i Randers Kommune; indtil Kommunalreformen i 1970 lå det i Støvring Herred (Randers Amt). I Sankt Andreas Sogn ligger Sankt Andreas Kirke.
I Sankt Andreas Sogn findes flg. autoriserede stednavne:
- Hvilehøj (areal)
- Jomfruløkken (bebyggelse)